# 燦坤
燦坤實業股份有限公司（英語：Tsannkuen Co., Ltd.、簡稱：燦坤，臺證所：2430），是一家台灣電子產品製造與通路商，並經營「燦坤3C」電子賣場，是燦坤集團（TSANN KUEN TRANS-NATION GROUP）的母公司。

## 概要

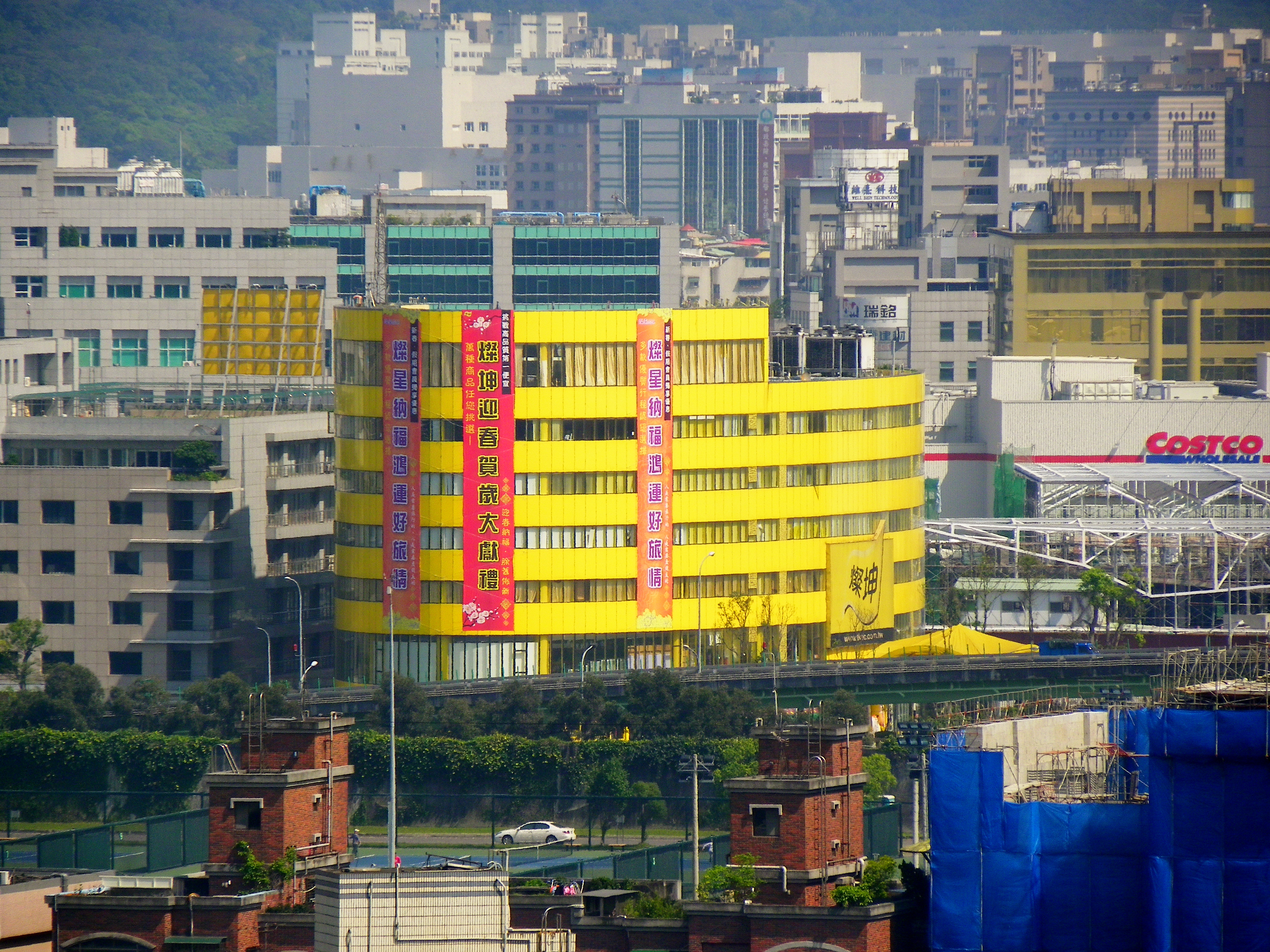
燦坤集團總部兼內湖旗艦店

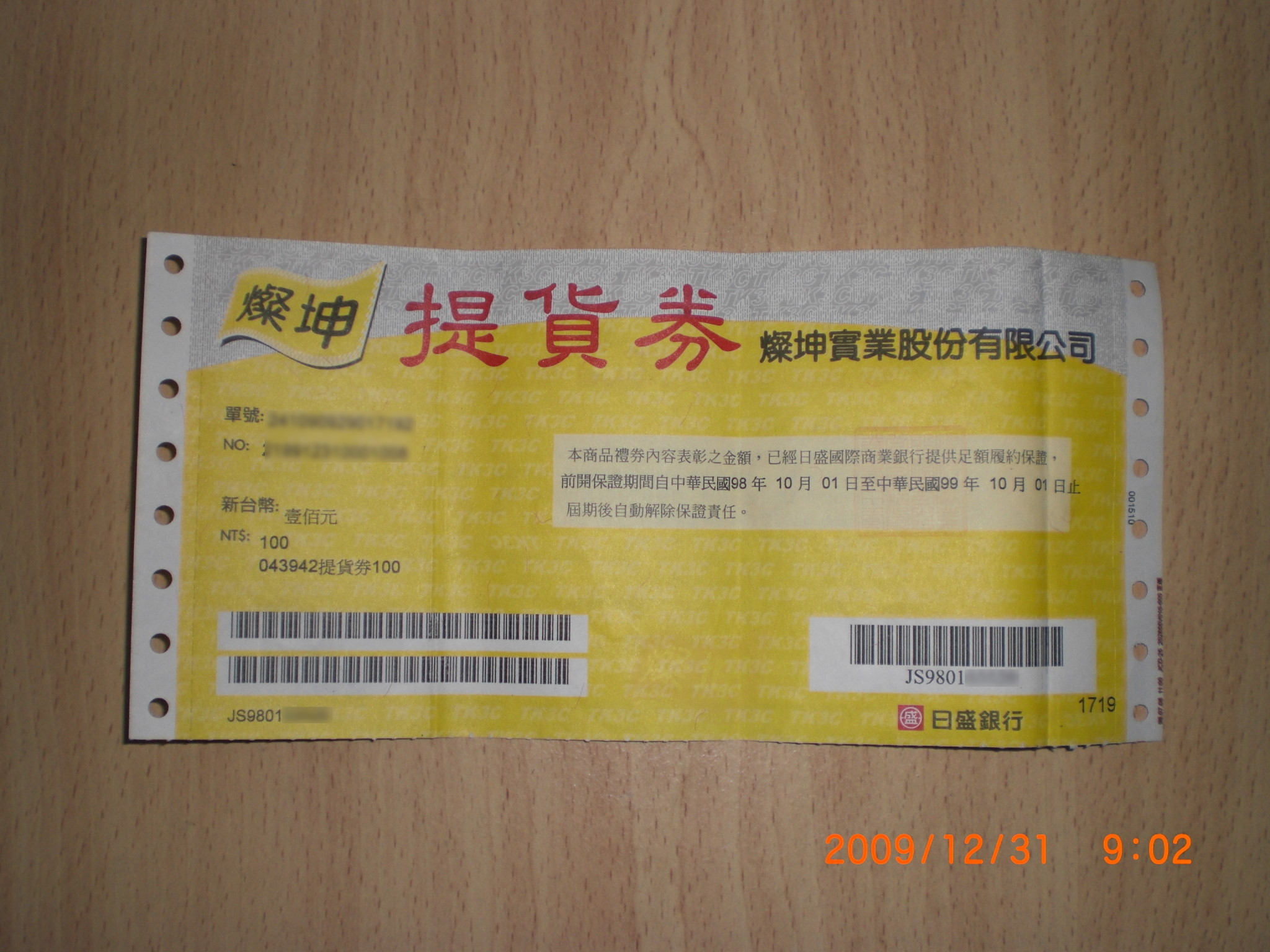
燦坤3C的新台幣一百元提貨券

1978年11月2日，「燦坤實業股份有限公司」成立，創辦人吳燦坤。
2003年2月，燦坤跨足旅遊業，成立「燦星旅遊網股份有限公司」。
2003年6月，燦坤在中國大陸的第一家3C店在上海正式開業，宣告正式進軍大陸市場。
2005年，燦坤宣布將中國通路事業，轉賣給原競爭對手中國第三大家電通路商永樂電器，宣告燦坤棄守大陸市場。
2008年，燦星旅遊網成立「燦星旅遊網旅行社股份有限公司」。2011年1月，燦星旅遊網更名為「燦星國際旅行社股份有限公司」。
2015年7月，燦坤會員身份實施終身會員制，入會繳交新台幣500元即為普卡會員；普卡會員期間內每年累積消費滿新台幣5000元以上，則會維持滿額會員；每年支付年費，則為年費會員。
2016年4月16日，燦坤宣布調整餐飲事業，退出非核心餐飲品牌之經營。
2020年3月底，林技典接任燦坤董事長，並大刀闊斧改革，一口氣關掉7間營收差實體店面、同時新拓10家店。
2020年5月4日，燦星旅遊網旅行社併回燦星國際旅行社。2022年8月，台鋼集團入主燦星國際旅行社。2023年9月6日，燦星國際旅行社更名為「台鋼燦星國際旅行社股份有限公司」。
2023年3月底，燦坤全台門市294家，年底目標300家。
2023年，INTEL頒獎「Wan Dau」英特爾創新突破獎。

## 爭議
- 部份3C產品在結帳時都含「意外保固險」，與商品貨架上標示的售價不一致，消保官：「如未事先告知，屬違法行為，消費者可要求退還差價。」[8]

## 異業合作

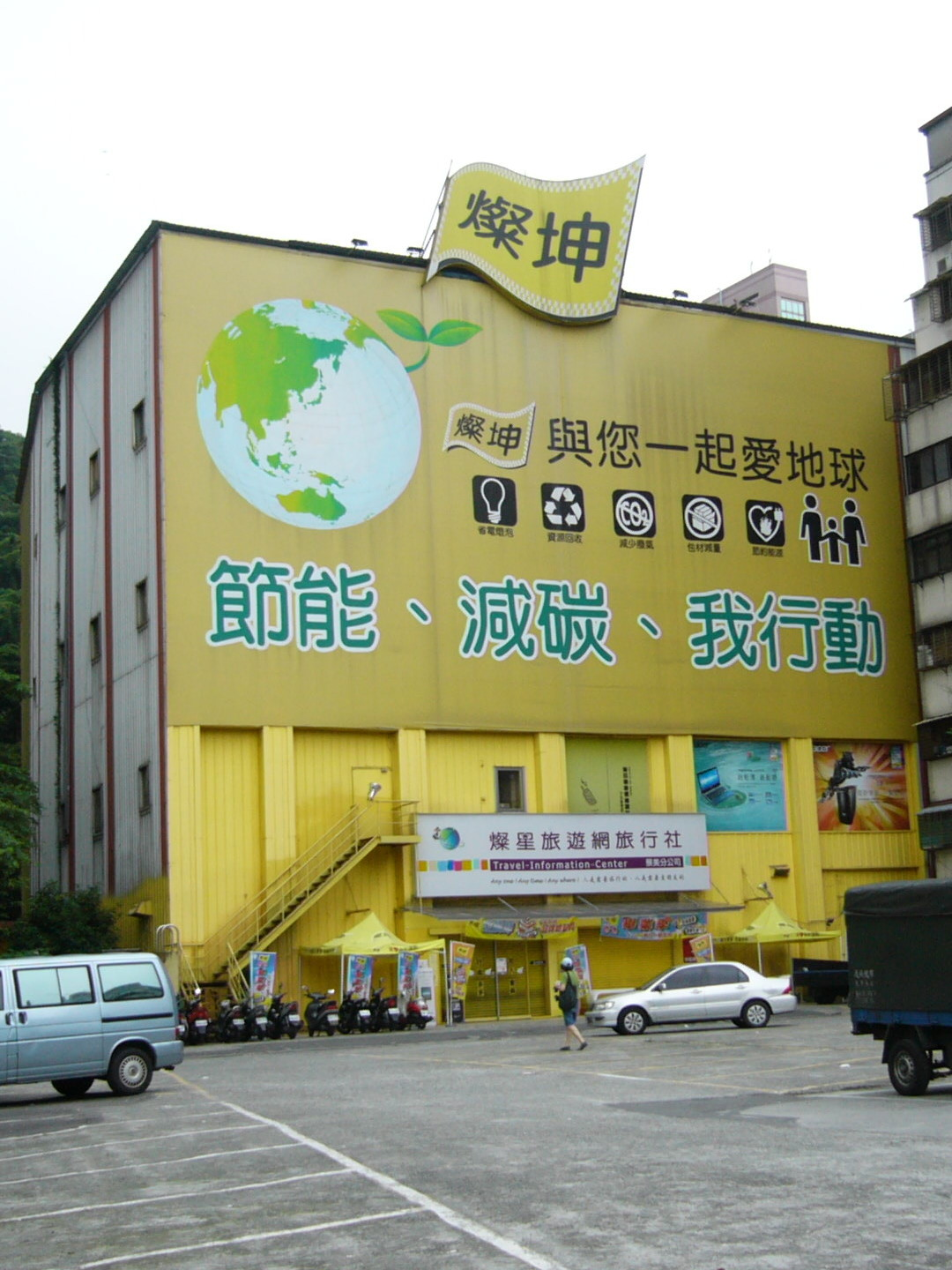
台灣台北文山區總店

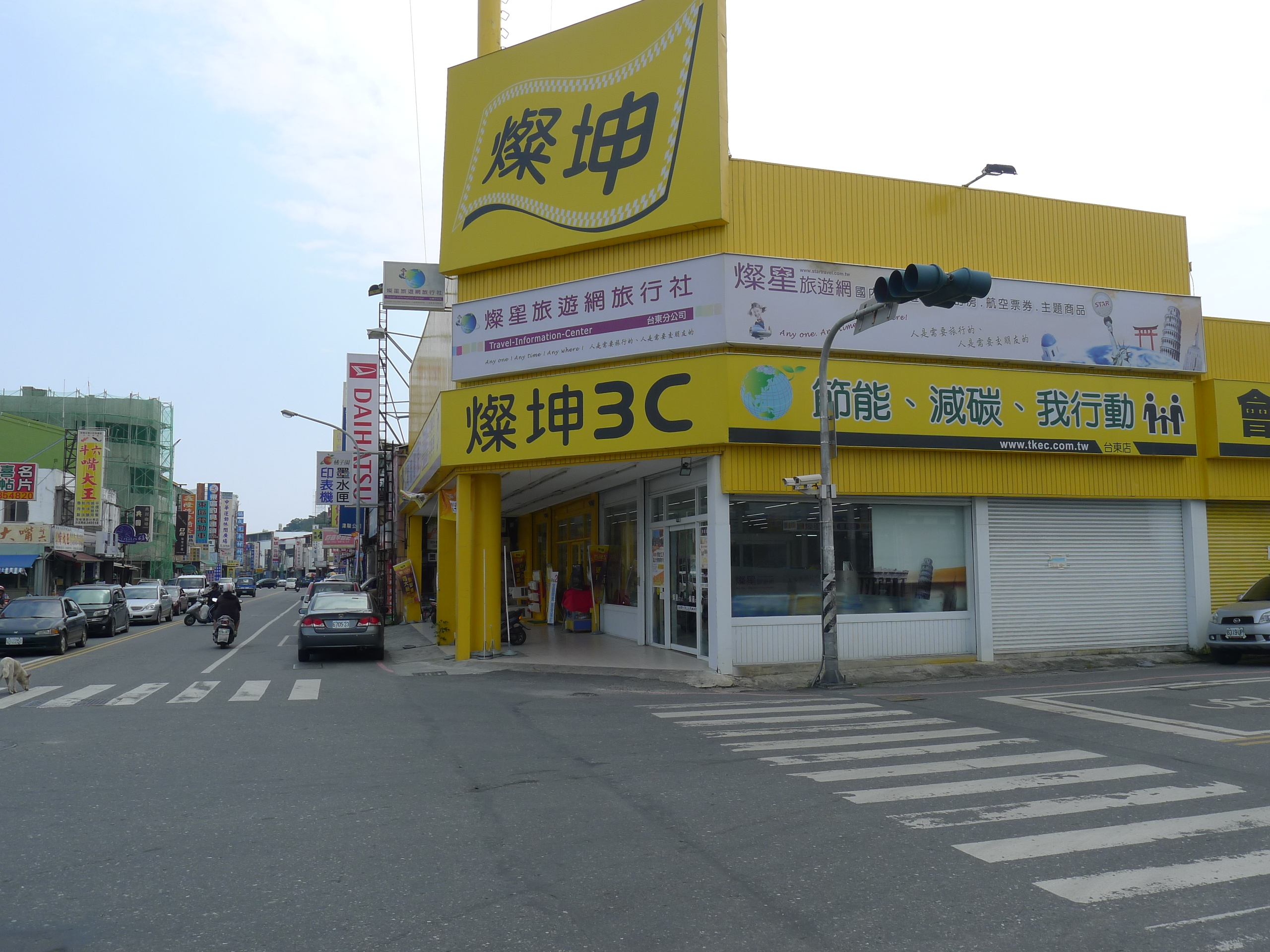
台灣台東店

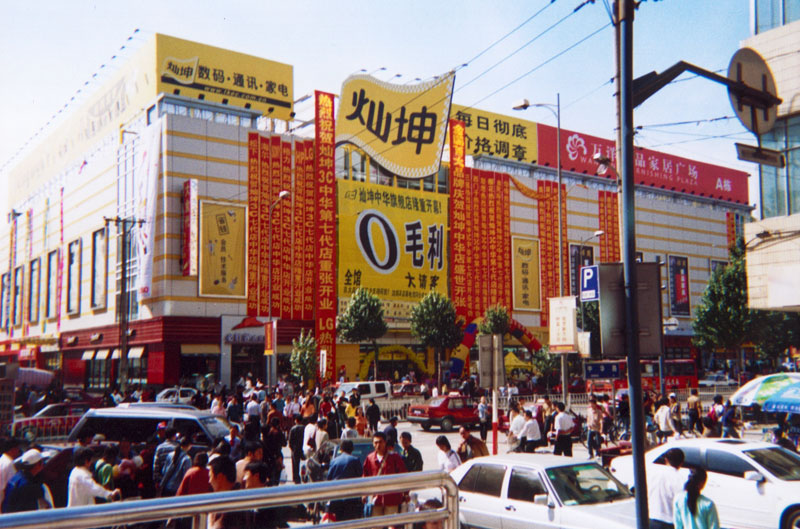
遼寧省燦坤總店

- 台新銀行信用卡「燦坤生活聯名卡[9]」（於2014年4月8日宣布取得十年長約之發卡權）

## 公司組織架構及經理人設置相關

### 本公司
- 股東大會
- 董事會
  - 薪酬委員會
  - 審計委員會
- 稽核部
- 董事長
- 總經理

### 業務部門
- 法務部
- 職業安全衛生部
- 財務部
- 會計部
- 1C事業部
- 2C事業部
- 行銷策略部
- 電商事業部
- 營運部
- 商業發展部
- 工務部
- 資訊部
- 人力發展部
- 服務部
- 運籌服務部
- 服務商品事業部
- 顧客關係部

## 同行競業
- 全國電子常與燦坤3C在報紙廣告大打折扣戰。
- 三井3C
- 順發3C
- 在中國大陸遭遇了蘇寧鐳射併購香港最好電器後的直接競爭。